# Пшеничников, Анатолий Егорович
Анатолий Егорович Пшеничников (укр. Анатолій Єгорович Пшеничников; 25 января 1945, Митрофановка, Крымская АССР — 14 июля 2021) — советский и украинский государственный деятель, секретарь парткома, председатель колхоза имени ХХІ съезда КПСС Джанкойского района Автономной Республики Крым. Народный депутат Украины 1-го созыва.

## Биография
Родился в семье рабочего.
С 1962 года — рабочий строительной бригады, водитель совхоза «Большевик» Красногвардейского района, водитель Урицкого районного объединения «Сельхозтехника» Орловской области РСФСР; управляющий отделения совхоза имени Урицкого Урицкого района Орловской области.
Окончил Курский сельскохозяйственный институт имени Иванова, ученый агроном.
В 1973—1976 годах — агроном-семеновод, главный агроном совхоза имени Котовского Урицкого района Орловской области РСФСР.
С 1976 года — управляющий отделения, заместитель председателя колхоза, секретарь парткома КПУ колхоза имени ХХІ съезда КПСС Джанкойского района Крымской области.
Член КПСС с 1977 по 1991 год.
18 марта 1990 года избран народным депутатом Украины, 2-й тур, 69,14 % голосов, 5 претендентов. Входил в группы «Аграрники», «Земля и воля». Член Комиссии ВР Украины по вопросам агропромышленного комплекса.
С 1994 года — председатель колхоза имени ХХІ съезда КПСС Джанкойского района Автономной Республики Крым; председатель агропромышленной коллективной ассоциации «Северный Крым».

## Награды
- орден «Знак Почета»
- медали

## Ссылка
- Анатолий Егорович
- Анатолий Егорович